# Liz Irving
Elizabeth „Liz“ Irving (* 7. Februar 1965 in Brisbane) ist eine ehemalige australische Squashspielerin.

## Karriere
Liz Irving feierte ihren größten Karriereerfolg im Jahr 1993, als sie das Finale der Weltmeisterschaft in Johannesburg erreichen konnte. In diesem unterlag sie ihrer Landsfrau Michelle Martin mit 2:9, 2:9 und 1:9 deutlich. Bereits 1988 stand sie im Finale der British Open, welches sie gegen Susan Devoy verlor. 1994 und 1995 stand sie ebenfalls im Finale, verlor aber auch diese beiden Partien jeweils gegen Michelle Martin. Ihre höchste Platzierung in der Weltrangliste erreichte sie mit Rang zwei im Mai 1988. Mit der australischen Nationalmannschaft nahm sie an sechs Weltmeisterschaften teil und wurde mit ihr viermal Weltmeister. Mit Landsmann Dan Jenson wurde Liz Irving 1997 zudem Weltmeister im Mixed. Im Endspiel in Hongkong besiegten sie das englische Duo Cassie Jackman und Chris Walker. Ihre letzte Partie als aktive Spielerin absolvierte sie 2002.
Seit ihrem Karriereende ist Liz Irving als Squashtrainerin tätig. Sie lebt in Amsterdam unter trainierte unter anderem Vanessa Atkinson oder aktuell Nicol David. Irving ist Mitglied der Squash Australia Hall of Fame.

## Erfolge
- Vizeweltmeister: 1993
- Weltmeister mit der Mannschaft: 4 Titel (1992, 1994, 1996, 1998)
- Weltmeister im Mixed: 1997 (mit Dan Jenson)